# Последняя дуэль и смерть Александра Пушкина

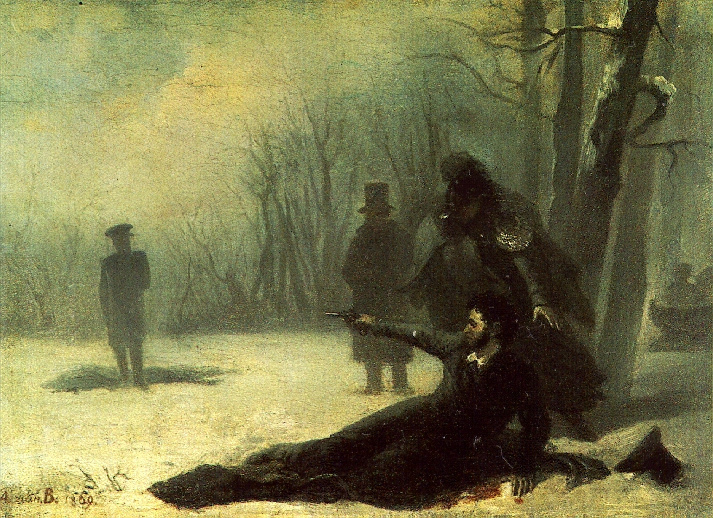
Адриан Волков. Последний выстрел А. С. Пушкина

Дуэль между Александром Сергеевичем Пушкиным и Жоржем де Геккерном (Дантесом) состоялась 27 января (8 февраля) 1837 года на окраине Санкт-Петербурга, в районе Чёрной речки близ Комендантской дачи. Дуэлянты стрелялись на пистолетах. В результате дуэли Пушкин был смертельно ранен и через два дня умер.
Место этой дуэли: Чёрная речка — тогдашняя окраина Петербурга, приток Большой Невки — рукава невской дельты, рядом расположены дачи, огороды и пустыри. Снегу в тот день было по колено. Время: вскоре после 16:30, согласно показаниям секундантов.
По подсчётам пушкинистов, столкновение с Дантесом было как минимум двадцать первым вызовом на дуэль в жизни поэта. Он был инициатором пятнадцати дуэлей, из которых состоялись четыре, остальные не состоялись ввиду примирения сторон, в основном стараниями друзей Пушкина; в шести случаях вызов на дуэль исходил не от Пушкина, а от его оппонентов.

## Предыстория
Француз, офицер кавалергардского полка, приёмный сын нидерландского посланника в Санкт-Петербурге барона Луи Геккерна, познакомился со своей ровесницей Натальей Николаевной Пушкиной, женой поэта, в 1835 году. В глазах светского общества Дантес-Геккерн, красивый блондин, предстал блестящим молодым офицером, влюблённым в красавицу-жену ревнивого мужа.
Кавалеры первой степени, командоры и кавалеры светлейшего ордена рогоносцев, собравшись в Великом Капитуле под председательством достопочтенного великого магистра ордена, его превосходительства Д. Л. Нарышкина, единогласно избрали г-на Александра Пушкина коадъютером великого магистра ордена рогоносцев и историографом ордена.

## Анонимные письма и первый конфликт (ноябрь 1836 года)
4 (16) ноября 1836 года городская почта доставила Пушкину и нескольким его друзьям анонимный пасквиль на французском языке, в котором Пушкину присваивался «патент на звание рогоносца»; в этой пародийной орденской грамоте содержался тонкий намёк на внимание к Н. Н. Пушкиной со стороны не только Дантеса, но и самого императора.
В 1927 году пушкинистами Борисом Казанским и Павлом Рейнботом было высказано предположение, что пасквиль указывает на мнимую связь Натальи Николаевны с императором, так как Пушкин назван заместителем Дмитрия Нарышкина, мужа Марии Нарышкиной, любовницы Александра I; эту точку зрения поддержал и автор наиболее авторитетного на то время исследования дуэли Павел Щёголев. Однако Николай Раевский считал, что «доказанным его [предположение] считать нельзя».
Сам Пушкин счёл письмо исходящим от Геккерна. Его уверенность поддержало мнение типографа Михаила Яковлева, которому поэт показал пасквиль. Яковлев посчитал, что послание написано на бумаге иностранного производства. Подозрение некоторых современников, в частности секунданта Пушкина Констатина Данзаса, пало на князя Ивана Гагарина (в 1843 году ставшего иезуитом). Щёголев же в своём труде «Дуэль и смерть Пушкина», основываясь на экспертизе почерка, проведённой в 1927 году сотрудником уголовного розыска А. А. Сальковым, доказывает, что автором анонимных пасквилей был Пётр Долгоруков. Однако позднее, по результатам более широкой и авторитетной экспертизы, организованной историком-археографом Г. Хаитом и проводившейся сотрудниками Всесоюзного НИИ судебных экспертиз, было установлено, что почерк на сохранившихся экземплярах пасквиля не принадлежит ни Долгорукову, ни Гагарину. Сами Долгоруков и Гагарин при жизни также категорически отвергали свою причастность к указанным письмам. Вадим Старк, исследователь творчества Пушкина, в свою очередь приписывает авторство пасквиля Идалии Полетике.
Придя к выводу об авторстве Геккерна, Пушкин вечером 4 ноября послал Дантесу вызов на дуэль. Через неделю после вызова Жорж Дантес сделал предложение Екатерине Гончаровой — сестре Натальи Николаевны и, соответственно, свояченице Пушкина. Так как Дантес стал женихом Екатерины, Пушкин был вынужден отозвать свой вызов (сыграла роль и аудиенция, данная Пушкину Николаем I, и посредничество Василия Жуковского). Тем не менее Пушкин отказывался иметь какие-либо отношения с Дантесом-Геккерном, что, по воспоминаниям Данзаса, задевало их обоих и приводило к дальнейшему обострению ситуации.

## Второй вызов

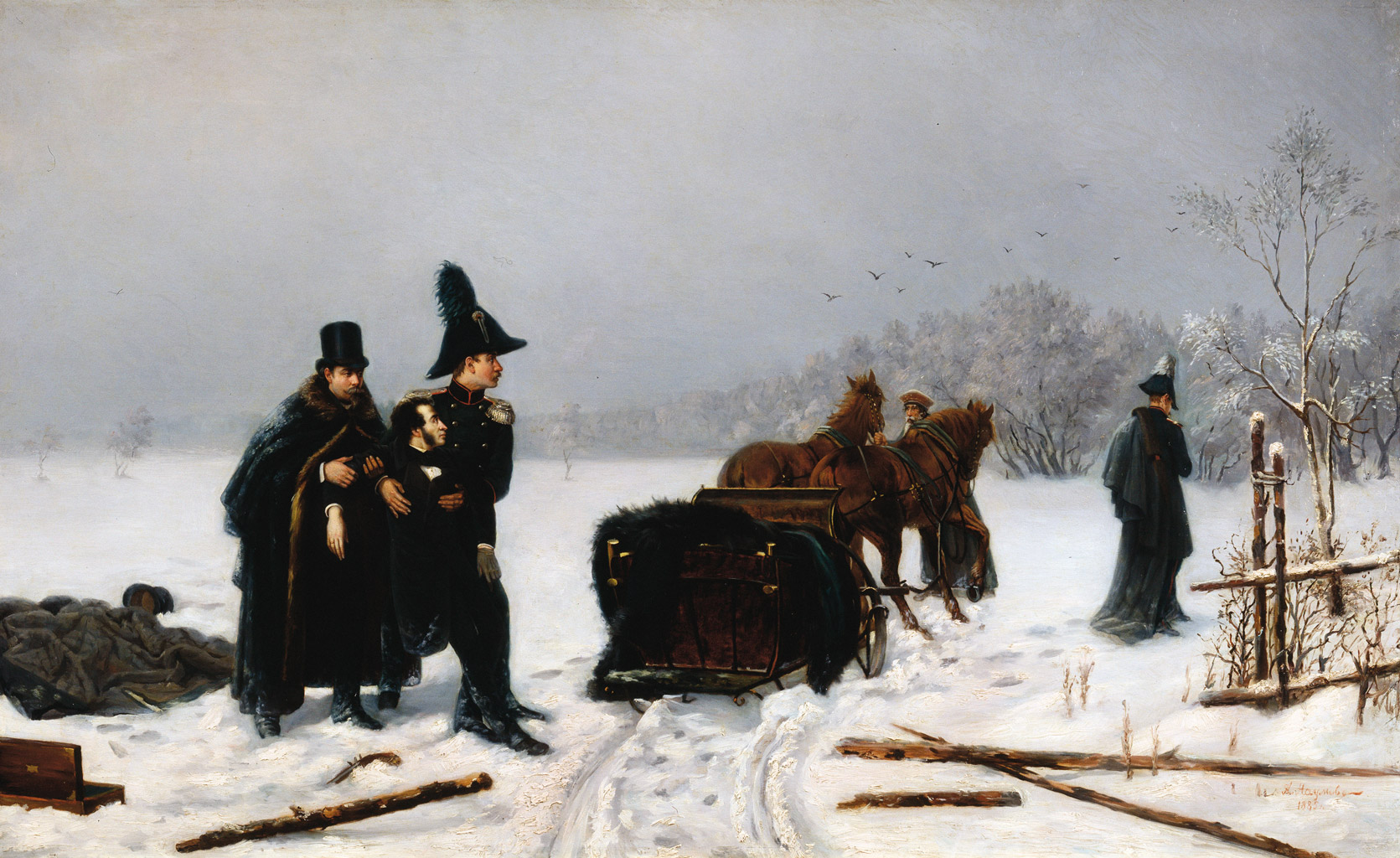
Дуэль Пушкина с Дантесом. Художник А. Наумов, 1884 год

10 января 1837 года Екатерина Гончарова стала женой Дантеса. Впоследствии она родила ему четверых детей и умерла после родов в 1843 году, на седьмом году замужества.
После свадьбы Дантеса и Екатерины конфликт между Пушкиным и Геккернами не был исчерпан, и вскоре после брака Дантеса с Екатериной началось распространение в свете слухов и шуток («казарменных каламбуров») по адресу Пушкина и его семьи. 26 января (7 февраля) 1837 года Пушкин отправил Геккерну-отцу письмо (в своей основе сочинённое ещё во время первого конфликта в ноябре), где, чрезвычайно резко характеризуя как отца, так и приёмного сына, заявил, что не желает иметь с ними никаких дел. Пушкин знал, что письмо носит явно оскорбительный характер и приведёт к дуэли.
В тот же день Луи Геккерн через секретаря французского посольства виконта д’Аршиака письмом объявил Пушкину, что от его имени Дантес делает ему вызов, ввиду тяжести оскорбления поединок должен был состояться «в кратчайший срок». Пушкин без обсуждения принял весьма жёсткие условия дуэли, письменно составленные виконтом д’Аршиаком.

## Дуэль
27 января (8 февраля) 1837 года под Петербургом в перелеске близ Комендантской дачи состоялась дуэль, на которой Пушкин был смертельно ранен в живот. Условия дуэли были смертельными и не оставляли шанса уцелеть обоим противникам, по условиям они становились на расстоянии двадцати шагов друг от друга, барьер составлял десять шагов, стрелять разрешалось с любого расстояния на пути к барьеру, отметкой стали брошенные на снег шинели. Секундантом Пушкина был его лицейский товарищ подполковник Константин Данзас (первоначально Пушкин вёл переговоры с британским дипломатом Артуром Меджнисом, но он отказался, увидев невозможность примирения), секундантом Дантеса — сотрудник французского посольства виконт Оливье д’Аршиак, который приходился родственником Дантесу.
Дантес, не дойдя до барьера одного шага, выстрелил первым. Пуля сразила Пушкина: он упал, но сказал, что у него хватит сил сделать ответный выстрел. Секунданты бросились к поэту, тот сказал: «Я в силах стрелять!»
При падении Пушкина его пистолет упал в снег и поэтому Данзас подал ему другой. По другой версии, Пушкин сам попросил сменить пистолет и Д’Аршиак стал возражать, но Дантес знаком остановил его. Дантес снова встал к барьеру. Пуля из пистолета опиравшегося на одну руку Пушкина попала Дантесу в грудь. Современники указывали, что «если бы Дантес не держал руку поднятой, то непременно был бы убит; пуля пробила руку и ударилась в одну из металлических пуговиц мундира, причём всё же продавила Дантесу два ребра» (так же в письме Василия Жуковского Сергею Львовичу Пушкину: «эта пуговица спасла Геккерна»). Современные исследователи[кто?], предлагая рассматривать дуэль как предумышленное убийство, утверждают о надетой Дантесом перед дуэлью кольчуге или даже кирасе; при этом Данзаса сделали виновником гибели поэта — в вину ему ставилась «игра в благородство»: он не только не осмотрел одежды Дантеса, но и нарушил дуэльный кодекс, не пригласив на место поединка врача и не настояв на составлении подробного протокола после него. Отвечая таким исследователям, Янина Левкович указала, что не сохранилось никаких сведений об осмотре одежды противников перед дуэлями и что «подобная проверка могла поставить проверяющего в смешное положение, вызвать пересуды, возмущение» и спровоцировать новую дуэль. Отправлявшийся на поединок (вне зависимости от своего морального облика) не мог надеть на себя никакого защитного приспособления, имея в виду, что ранение любой тяжести в случае, если бы это приспособление не помогло, привело бы к немедленному осмотру раненого и неизбежному открытию его уловки, а это грозило ему бесчестием и остракизмом.
Раненый Пушкин был повезён с места дуэли на санях извозчика; а у Комендантской дачи пересажен в карету, которую послал старший Геккерн.

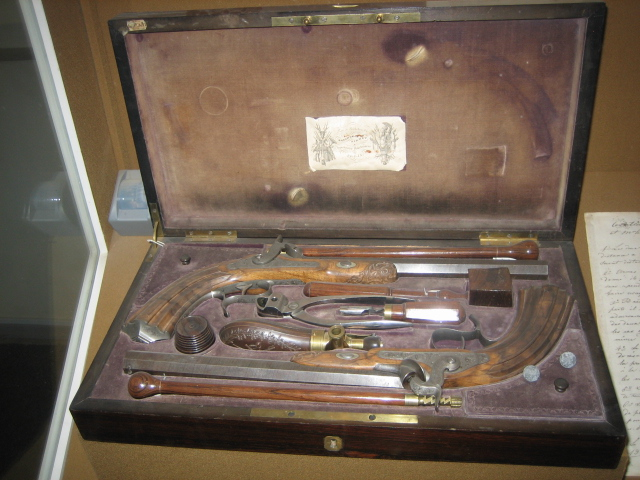
Дуэльные пистолеты времён Пушкина из музея А. С. Пушкина на Мойке, 12, Санкт-Петербург. Подлинный пистолет Пушкина не сохранился, пистолет Дантеса — в частном собрании во Франции
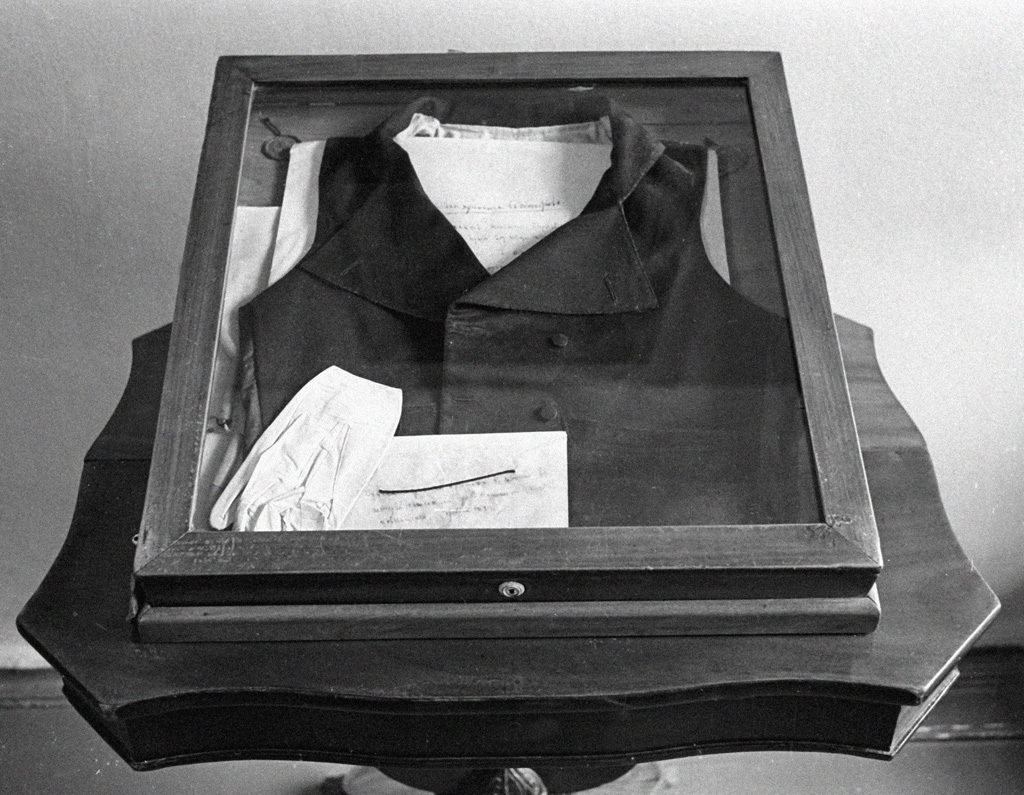
Жилет, в котором Пушкин стрелялся на дуэли, хранящийся в мемориальном музее-квартире поэта в Санкт-Петербурге, Россия

Ныне на месте последней дуэли, в сквере у пересечения Коломяжского проспекта и железнодорожной линии Сестрорецкого направления (район метро «Чёрная речка»), установлен памятный обелиск.

## Смертельное ранение Пушкина

Памятный обелиск на месте дуэли Пушкина, ст.м. Чёрная речка, Санкт-Петербург

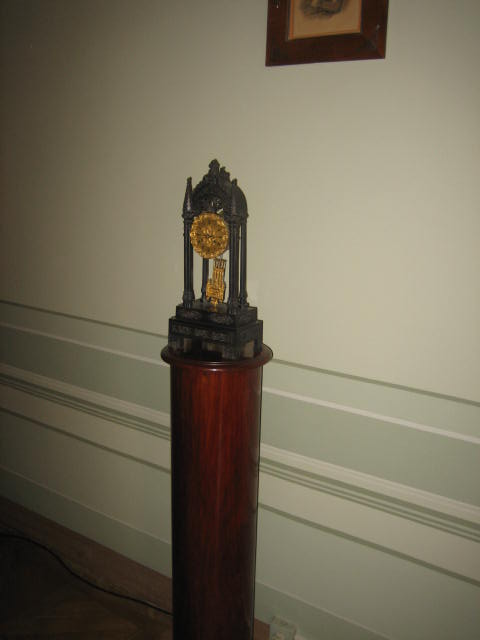
Подлинные часы Пушкина в музее Пушкина на Мойке, 12, Санкт-Петербурге

Пушкина с места дуэли привезли домой, на набережную реки Мойки, дом 12. Время — 18:30.
В дом поэта на руках внёс дядька Никита Козлов. Это был крепостной отца, знавший Пушкина с первых дней, ставший ему настоящим другом и прошедший с ним практически весь жизненный путь, кроме лицейских лет и года Михайловской ссылки.
Пушкина переодели, подвели к дивану, уложили и вскоре приказали лечить. Этот диван станет последним пристанищем Пушкина. Наталья Гончарова, увидев всё это, была не в силах уснуть — она рыдала, иногда плач переходил в истерику.
Весть о смертельном ранении Пушкина проносится на весь Петербург. Спустя два дня, в день кончины Пушкина, столица замерла. На церемонию прощания пришло около 50 000 человек.
По заключению врачей, пуля раздробила ткани, оставшись внутри живота. Всю последующую ночь с 27 на 28 января Пушкин страдал от сильной боли и кровотечения. Доктора облегчали страдания только льдом. 28 января в 14:00 через слуг поэта Дантесу приходит записка со словами:
«Я вас прощаю. У меня раздроблено бедро. Передайте Екатерине, что она тоже помилована.»
Рана оказалась смертельной, о чём Пушкину сообщил Василий Шольц, врач-хирург и акушер. После осмотра Пушкина Николай Арендт, врач-хирург и лейб-медик императора, уезжает в Зимний дворец доложить о случившемся Николаю I.
Несмотря на усилия врачей под руководством Арендта спасти поэта так и не удалось. После дуэли Пушкин прожил ещё 46 часов и 15 минут. Поэт скончался 29 января (10 февраля) 1837 года, в пятницу, в 14:45. В момент его кончины были остановлены часы, которые как реликт эпохи хранятся до сих пор, став одним из значимых экспонатов музея, организованного в этом доме впоследствии.
Врачи, боровшиеся за жизнь Пушкина:
- Карл Задлер и Василий Шольц — видные российские медики-акушеры, произведшие первый осмотр и перевязку Пушкина, пока друзья поэта разыскивали более подходящих специалистов.
- Николай Арендт, руководивший лечением с момента приезда и до кончины поэта; 51 год, доктор медицины, лейб-медик императора Николая I с 1829 года.
- Иван Спасский, домашний врач семьи Пушкина, академик,— практически всё время был при раненом, выполняя назначения Арендта. Позже, вместе с Владимиром Далем производил вскрытие тела; написал дневник[18] о последних днях поэта. По отзывам современников, прекрасный и очень авторитетный врач.
- Владимир Даль — с полудня 28 января (9 февраля) 1837 год вёл дневник[19] истории болезни, писал протокол вскрытия. 36 лет. К этому моменту защитил докторскую диссертацию по хирургии. Современники называли его мастером на все руки и ловким хирургом. Впоследствии (в 1867 году) издал «Толковый словарь живого великорусского языка».
- Христиан Саломон — проконсультировал Арендта при первом осмотре раненого. 41 год. Современники считали его прекрасным хирургом, он одним из первых в России использовал эфирный наркоз.
- Ефим Андреевский. Вызван как специалист по перитониту. По свидетельству Александра Тургенева и Владимира Даля, именно он закрыл Пушкину глаза. 49 лет. Гоф-медик, доктор медицины и хирургии.
- Илья Буяльский. Консультировал Арендта по поводу ранения Пушкина. 48 лет. Заведующий кафедрой анатомии Санкт-Петербургской Медико-хирургической академии, один из крупнейших российских хирургов.

Полициею узнано, что вчера в 5 часу пополудни, за чертою города позади комендантской дачи, происходила дуэль между камер-юнкером Александром Пушкиным и поручиком Кавалергардского её величества полка Геккерном, первый из них ранен пулею в нижнюю часть брюха, а последний в правую руку навылет и получил контузию в брюхо. Г-н Пушкин при всех пособиях, оказываемых ему его превосходительством г-м лейб-медиком Арендтом, находится в опасности жизни. О чём вашему превосходительству имею честь донесть.

## Ход лечения и его оценка
27 января 1837 года в 16 часов с минутами состоялась дуэль Пушкина с Дантесом. Место дуэли находилось в семи с половиной верстах от дома, где жил поэт. Противники приблизились к барьеру, целясь друг в друга. Дантес выстрелил первым с расстояния 11 шагов (примерно восемь метров). Пушкин упал левым боком на шинель, служившую барьером, и какие-то мгновения не двигался, лёжа вниз лицом. Секунданты и Дантес быстро подошли к нему. Но он приподнялся: «У меня хватит сил на выстрел…» Дантес снова стал на своё место. Пушкин, сидя, опираясь левой рукой о землю, правой прицелился и выстрелил, легко ранив Дантеса в руку.
Продолжать поединок поэт больше не мог. Снова упал и на несколько минут потерял сознание. Самостоятельно передвигаться был не в состоянии. На шинели поэта тащат к саням, одежда окровавлена, на снегу по следу также кровь. На руках его переносят и кладут в сани, затем сани тащат до дороги и пересаживают раненого в карету.
Везут сидя, в течение часа. Беспокоит сильная боль в области ранения, мучительная тошнота, кратковременные потери сознания, из-за которых приходилось останавливаться. В дом внесли на руках. Сразу же послали за докторами.
- 27 января, 18—19 часов (2—3 часа после ранения). Несколько возбуждён, сам переоделся в чистое бельё, продолжается кровотечение из раны. Выраженная жажда, охотно пьёт холодную воду. Пульс частый, слабый, конечности холодные.
- 27 января, 19—23 часа (3—7 часов после ранения). Нарастают боли в животе. Периодически впадает в забытье.
- 27 января, 23 часа, до 3 часов 28 января (7—11 часов после ранения). Периодически кричит от боли в животе.
- 28 января, 3—7 часов (11—15 часов после ранения). Резко нарастает боль в животе, настолько, что хочет застрелиться. Доктор Арендт ставит клизму («очистительное»), после чего состояние резко ухудшается: «дикий взор», глаза как бы вылезают из орбит, холодный пот, похолодание конечностей, пульс не определяется. Пушкин стонет, но сознание сохраняется, он прощается с женой и детьми.
- 28 января, 7—11 часов (15—19 часов после ранения). Состояние тяжёлое, принимает экстракт белены с каломелью, сохраняется вздутие живота, но боли уменьшились, конечности холодные, пульс едва прощупывается, сознание сохранено.
- 28 января, 11—12 часов (19—20 часов после ранения). Арендт даёт опий в каплях. Пушкин несколько успокаивается и беседует с Арендтом.
- 28 января, 12—14 часов (20—22 часа после ранения). Чувствует улучшение, согрелись руки, стал определяться пульс и улучшилось его качество, на живот стали прикладывать «мягчительные припарки».
- 28 января, 14—17 часов (22—25 часов после ранения). Страдает меньше, но состояние остаётся тяжёлым. Пришёл доктор Даль и записал: «Пульс крайне мал, слаб и част». Пользует лавровишневой водой с каломелью. Пушкин более или менее спокоен, но есть страх смерти.
- 28 января, 17—18 часов (25—26 часов после ранения). Небольшой общий жар. Пульс 120, полный, твёрдый. Усилилось беспокойство. Даль считает, что начало образовываться воспаление. Поставили 25 пиявок на живот.
- 28 января, 19—23 часа (27—31 час после ранения). Состояние слабости. Стихла лихорадка, опал живот, кожное испарение. Пульс стал ровнее и мягче. Дали касторку. Не спит, чувство тоски, боли продолжаются. Частое прерывистое дыхание. Тихо стонет. Сознание сохранено.
- 28 января, 24 часа, до 12 часа 29 января (32—44 часа после ранения). Пульс падает с каждым часом. Общее изнеможение. Изменилось лицо, остыли руки, ноги тёплые. Из-за слабости с трудом говорит. Чувство тоски.
- 29 января, 12—14:45 (44 — 46 часов 45 минут после ранения). Руки остыли по самые плечи. Частое отрывистое дыхание сменяется протяжным. Состояние забытья, головокружение, путаность сознания. Зрительные галлюцинации. Просветление с ясным сознанием. Сказал: «Трудно дышать».
- 29 января 1837 года в 14 часов 45 минут наступила смерть.

Оценка лечения
Подобное ранение в XXI веке, при благоприятных обстоятельствах и своевременной помощи медиков, оставляет высокие шансы на выздоровление, но в первой половине XIX века шансов выжить в такой ситуации было очень мало.
Лечение поэта было вполне оправданным уровнем медицины и научных знаний тех времён, которые значительно отставали от современных. Дополнительным подтверждением этого служит такое событие: в 1926 году писатель Андрей Соболь застрелился у памятника Пушкину, причинив себе рану, оказавшуюся похожей на ранение поэта — в живот с правой стороны. Несмотря на то что раненый был немедленно госпитализирован и ему была оказана квалифицированная помощь, спасти его не удалось.
Причиной смерти поэта принято считать сильную потерю крови и огнестрельный остеомиелит, осложнённый газовой гангреной. Хотя сам перитонит как причину смерти иногда оспаривают. Так же указывается, что внутреннее кровотечение вызвало гематому в брюшной полости. Ещё Владимир Даль высказывался о том, что перитонит, возможно, не был непосредственной причиной смерти Пушкина, и предполагал, что смерть наступила вследствие воспаления вен (флебита), инфекции, вызванной раздроблением костей таза, и потери крови. Ранения кишечника достоверно установлено не было, однако, по словам Даля, «в одном только месте, величиною с грош, тонкие кишки были поражены гангреной. В этой точке, по всей вероятности, кишки были ушиблены пулей». Даль при этом указывал, что «раздробления подвздошной и в особенности крестцовой кости — неисцелимы» (неизлечимы), что соответствовало уровню медицины того времени. В 1899 году доктор Болеслав Родзевич в своей публикации упрекал лечащих врачей за назначение пиявок, так как они ослабили состояние больного. Обескровливание, вызванное пиявками, а также назначение холодных компрессов вместо показанного при данном заболевании тепла, могло способствовать ухудшению течения огнестрельного остеомиелита и его осложнению газовой гангреной. Отмечается, что больному с осколочным огнестрельным переломом правой подвздошной и крестцовой костей не была обеспечена полная неподвижность, показанная при данного вида ранениях.
Арендту приписывается раскрытие Пушкину истинного положения вещей:

Приехал Арендт, он также осмотрел рану. Пушкин просил его сказать ему откровенно, в каком он его находит положении, и прибавил, что какой бы ответ ни был, он его испугать не может, но что ему необходимо знать наверное своё положение, чтобы успеть сделать некоторые нужные распоряжения.
— Если так, — отвечал ему Арендт, — то я должен вам сказать, что рана ваша очень опасна и что к выздоровлению вашему я почти не имею надежды.
— Из воспоминаний Данзаса

## Предсмертная переписка поэта с императором

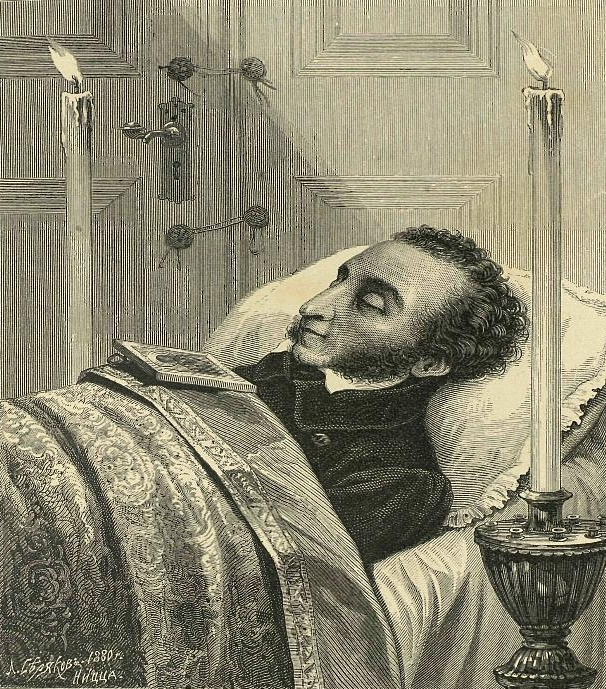
А. С. Пушкин 29 января 1837 (гравюра Л. А. Серякова, 1880)

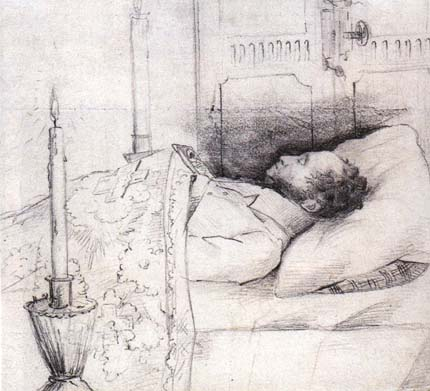
Тело Пушкина во время прощания

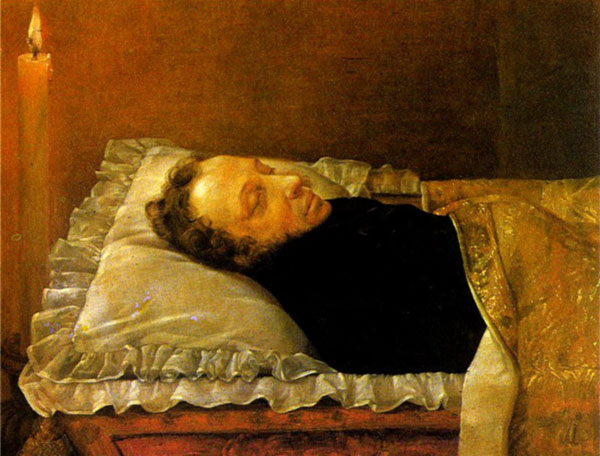
Картина А. А. Козлова «Пушкин на смертном одре»

Перед смертью Пушкин, приводя в порядок свои дела, обменивался сообщениями с императором Николаем I. Посредниками были Василий Жуковский — поэт, на тот момент воспитатель наследника престола, будущего императора Александра II, и Николай Арендт — лейб-медик императора Николая I, врач Пушкина. Врач первым стал посредником между умирающим поэтом и царём: он передал царю просьбу поэта о помиловании секунданта Данзаса.

Также поэт просил прощения за нарушение царского запрета на дуэли:

…жду царского слова, чтобы умереть спокойно…
Николай I:

Если Бог не велит нам уже свидеться на здешнем свете, посылаю тебе моё прощение и мой последний совет умереть христианином. О жене и детях не беспокойся, я беру их на свои руки.
— Одни историки утверждают, что эту записку передал Жуковский, другие — Арендт
Николай видел в Пушкине опасного «вождя вольнодумцев» (в связи с этим были ограничены народные выступления его памяти) и впоследствии уверял, что он «насилу довёл Пушкина до кончины христианской», что не соответствует известным фактам: ещё до получения царской записки поэт, узнав от врачей, что его рана смертельна, послал за священником, чтобы причаститься. 29 января (10 февраля) в 14:45 Пушкин скончался от перитонита.
Николай I выполнил обещания, данные поэту.

Распоряжение императора:

1. Заплатить долги. 

2. Заложенное имение отца очистить от долга. 

3. Вдове пенсион и дочери по замужество. 

4. Сыновей в пажи и по 1 500 р. на воспитание каждого по вступление на службу. 

5. Сочинение издать на казённый счёт в пользу вдовы и детей. 

6. Единовременно 10 т.

## Погребение Пушкина
Изготовление посмертной маски
В день смерти с лица поэта была снята гипсовая маска. Изготовление её производилось под наблюдением скульптора Самуила Гальберга. Это засвидетельствовано в письме Петра Плетнёва В. Г. Теплякову:

П. А. Плетнёв:

Перед тою минутою, как ему глаза надобно было навеки закрыть, я поспел к нему. Тут были и Жуковский с Михаилом Виельгорским, Даль (доктор и литератор), и ещё не помню кто. Такой мирной кончины я вообразить не имел прежде. Тотчас отправился к Гальбергу. С покойника сняли маску, по которой приготовили теперь прекрасный бюст.— по работе Февчук Л. П.
Мария Каменская, дочь графа Фёдора Толстого, в описании своей встречи с Плетнёвым в день смерти Пушкина свидетельствует, что непосредственно снятием маски занимался формовщик-литейщик Балин, которого пригласил её отец.
ПрощаниеОфициально было объявлено, что отпевание состоится в церкви Адмиралтейства, которую тогда называли Исаакиевским собором, по имени одного из приделов. В разосланном от имени Натальи Пушкиной извещении о кончине супруга было приглашение «к отпеванию тела его в Исаакиевский собор, состоящий при Амиралтействе, 1-го числа февраля в 11 часов до полудня». Однако из-за опасений волнений при большом стечении желающих проститься с поэтом Николай I разрешил перенести его в считавшуюся придворной и сравнительно небольшую Конюшенную церковь, куда смогли попасть только ближайшие друзья Пушкина и члены иностранных миссий под присмотром большого количества жандармов. В ночь с 31 января на 1 февраля заупокойную службу совершил протоиерей Пётр Песоцкий, после чего гроб был перенесён в подвал церкви. Похоронить поэта по его высказанному при жизни желанию должны были в Святогорском монастыре, где были могилы его предков по линии Ганнибалов.
ПогребениеПо поручению Николая I гроб с телом Пушкина для перевозки к месту погребения сопровождал друг Пушкина Александр Тургенев. В ночь с 3 на 4 февраля сани с гробом в сопровождении Тургенева и жандармского капитана были отправлены в Псков. Туда же с инструкцией губернатору Алексею Пещурову поехал посланный управляющим III Отделением Александром Мордвиновым предводитель псковского дворянства камергер Н. А. Яхонтов. С предписанием псковского архиепископа для архимандрита монастыря траурная процессия прибыла в к месту похорон.
Получ. 5-го февраля 1837 г.
Опочецкого уезда Святогорского монастыря архимандриту Геннадию.
Ордер.
Его сиятельство г. Синодальный Обер-Прокурор Николай Александрович Протасов сообщает мне, что по просьбе вдовы скончавшегося в С.-Петербурге 29-го минувшего января в звании камер-юнкера двора Его Императорского величества Александра Сергеевича Пушкина, разрешено перевезти тело его Псковской губернии Опочецкого уезда в монастырь Святой Горы, для предания там земле, согласно желанию покойного.
С сим вместе г. гражданский губернатор извещает меня о сем предмете, присовокупляя Высочайшую Государя императора волю, чтобы при сем случае не было никакого особливого изъявления, никакой встречи, словом никакой церемонии, кроме того, что обыкновенно по нашему церковному обряду исполняется при погребении тела дворянина.
Также, Его Превосходительство уведомляет меня, что отпевание тела совершено уже в С.-Петербурге.
Предание тела покойного г. Пушкина в Святогорском монастыре предписываю вам исполнить согласно воле Его Императорского Величества Императора.
Подлинный подписал: Нафанаил а[рхиепископ] Псковский
№ 10
4 февраля 1837 года
Поэт обрёл вечный покой утром 6 (18) февраля 1837 года на кладбище Святогорского монастыря в Псковской губернии.

Лучшим местом на земле я считаю холм под стеной Святогорского монастыря в Псковской области, где похоронен Пушкин. Таких далеких и чистых далей, какие открываются с этого холма, нет больше нигде в России.— Константин Паустовский

## Уголовное следствие
О дуэли было доложено по военному начальству. 29 января 1837 года командующий Отдельным Гвардейским Корпусом (в состав Корпуса входил Кавалергардский Ея Величества полк, в котором состоял поручик де Геккерн) генерал-адъютант Карл Бистром, узнав о дуэли, «всеподданнейше донёс о сем ГОСУДАРЮ ИМПЕРАТОРУ; ЕГО же ВЕЛИЧЕСТВО того ж 29-го числа ВЫСОЧАЙШЕ повелеть соизволил: „судить военным судом как Геккерена и Пушкина, так равно и всех прикосновенных к сему делу, с тем, что ежели между ними окажутся лица иностранные, то неделая им допросов и не включая в сентенцию Суда, представить об них особую записку, с означением токмо меры их прикосновенности“».

Военный суд первой инстанции (полковой) приговорил, в предварительном порядке, Пушкина и Дантеса к смертной казни — по законам времён Петра I; по смыслу 139-го воинского артикула (1715), ссылка на который присутствует в материалах уголовного дела, погибший на дуэли также подлежал посмертной казни: 
«Все вызовы, драки и поединки чрез сие наижесточайше запрещаются <…> Кто против сего учинит, оный всеконечно, как вызыватель, так и кто выйдет, имеет быть казнен, а именно повешен, хотя из них кто будет ранен или умерщвлен, или хотя оба не ранены от того отойдут. И ежели случится, что оба или один из них в таком поединке останетца, то их и по смерти за ноги повесить».
Приговор докладывался вверх по начальству; в итоге определение Генерал-Аудиториата А. И. Ноинского от 17 марта 1837 года предлагало: Геккерна «лишив чинов и приобретенного им Российского дворянского достоинства, написать в рядовые, с определением на службу по назначению Инспекторского Департамента», в отношении секунданта Пушкина подполковника Данзаса предлагалось, принимая во внимание его боевые заслуги и иные смягчающие вину обстоятельства, ограничиться арестом ещё на 2 месяца (он уже был под арестом), после чего «обратить по прежнему на службу»; «преступный же поступок самого Камер-юнкера Пушкина <…> по случаю его смерти предать забвению». На докладе Ноинского 18 марта того же года была начертана Высочайшая конфирмация: «Быть по сему, но рядового Геккерена, как не русского подданного, выслать с жандармом заграницу, отобрав офицерские патенты».

## Судьба Дантеса и Луи Геккерна
Нидерландский министр Луи Геккерн был отозван из Петербурга — Николай I недвусмысленно дал понять о нежелательности его дальнейшего пребывания в России.
В 1842—1875 годах Геккерн был полномочным представителем Нидерландов при императорском дворе в Вене. Геккерн прожил 91 год и умер в Париже в 1884 году.
Дантес дожил до глубокой старости, стал очень известным во Франции политическим деятелем, был членом французского сената. На склоне лет утверждал, что если бы не та злосчастная дуэль, в результате которой ему пришлось покинуть Россию, то его судьба сложилась бы не так удачливо, и, скорее всего, ему пришлось бы доживать свой век в отставке где-либо на окраине России без большого достатка и в кругу многочисленной семьи. Дантес прожил 83 года и умер в 1895 году в Эльзасе.

## Событие в искусстве
На следующий день после смерти Пушкина в «Литературных прибавлениях к Русскому инвалиду» появилось краткое извещение, которое ввело в русский язык выражение «солнце русской поэзии» (В. Ф. Одоевский).

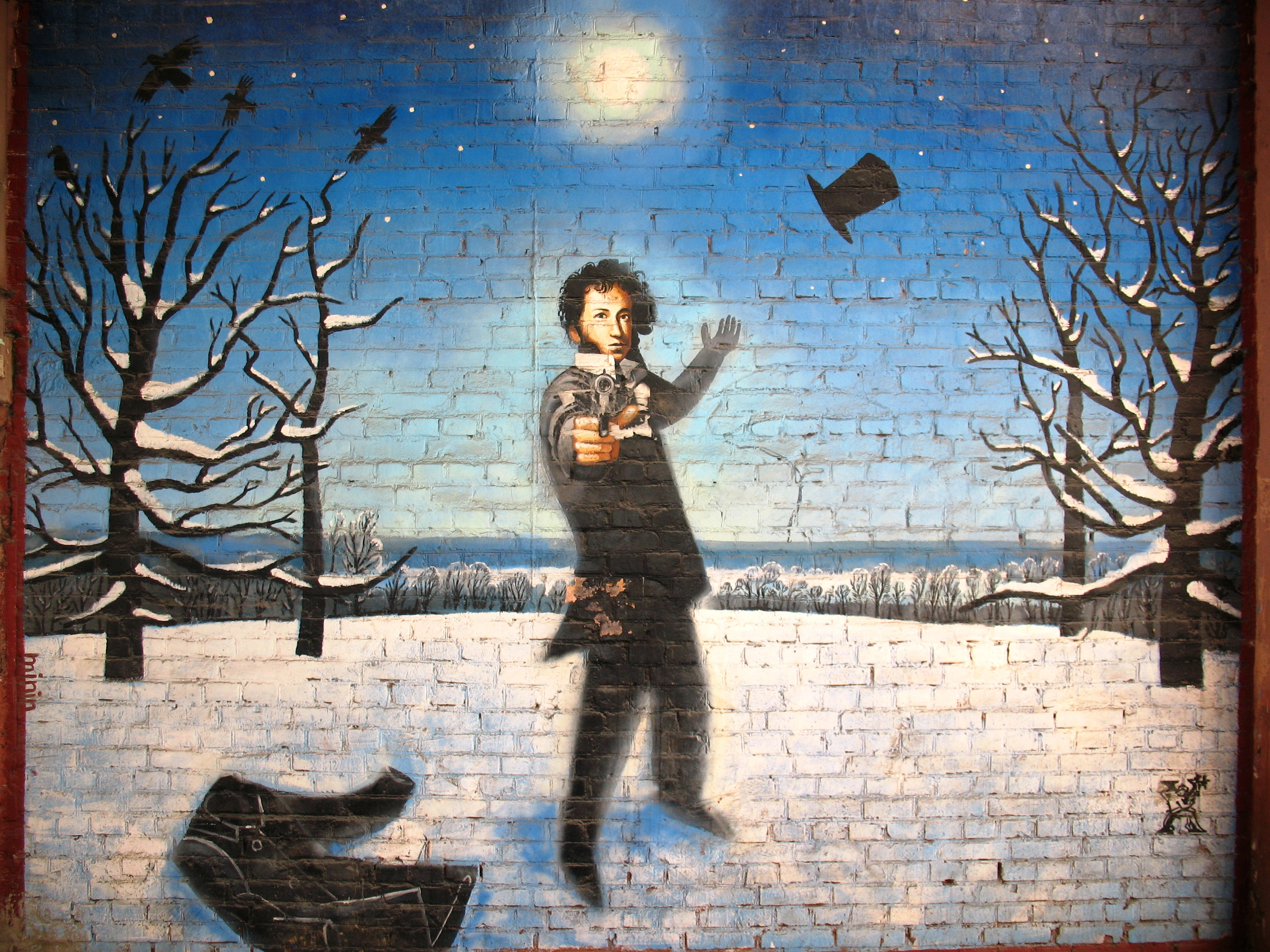
Граффити «Пушкин-дуэлянт». Пушкинская улица, Харьков, 2008

Михаил Лермонтов, не знакомый лично с Пушкиным, но близкий к его друзьям (семье Карамзиных и Николаю Арендту), написал стихотворение «Смерть поэта»: 
Погиб поэт! — невольник чести, —
Пал, оклеветанный молвой,
С свинцом в груди и жаждой мести,
Поникнув гордой головой!..
Не вынесла душа поэта
Позора мелочных обид,
Восстал он против мнений света
Один, как прежде... и убит!
Мирза Фатали Ахундов написал в 1837 году на персидском языке «Восточную поэму на смерть Пушкина».
Фёдор Тютчев посвятил памяти Пушкина стихотворение «29-е января 1837»: «Тебя ж, как первую любовь, России сердце не забудет!..»
В конце XX века вышла книга: «История одной болезни», она была переиздана в виде сборника под названием «Дополнение к портретам: Скорбный лист, или история болезни А. С. Пушкина. Доктор А. П. Чехов».
Дмитрий Верховский в своём стихотворении «На прощание Леиле», которое перекликается с произведениями Пушкина и цитирует их, даёт альтернативную версию о причинах и обстоятельствах дуэли. К примеру, в одном из последних своих произведений «От меня вечор Леила» Пушкин пишет о женщине, выбравшей более молодого любовника: «Знаешь сам: сладок мускус новобрачным, камфора годна гробам». В поэме «Евгений Онегин» Александр Сергеевич упоминает об обычае дуэлянтов «метить в ляжку иль в висок», где метить в ноги означает желание покончить дуэль лёгкой раной, не покушаясь на жизнь противника. Сообразуя с характером раны Пушкина, учитывая профессиональные навыки барона Геккерна при короткой дистанции для выстрела, Верховский предполагает намерение Дантеса не причинять смерти противнику. Также стоит отметить мнение многих современников Пушкина о его суицидальных помыслах.
История последней дуэли Пушкина показана в таких фильмах, как «Жизнь и смерть Пушкина» (1910), «Поэт и царь» (1927), «Гибель Пушкина» (1967), «И с вами снова я...» (1981), «Последняя дорога» (1986), «Пушкин. Последняя дуэль» (2006), «Пророк. История Александра Пушкина» (2025).

## Мемориалы, посвящённые дуэли
- Памятник на месте последней дуэли Пушкина
- Оформление станции метро «Чёрная речка», открытой в 1982 году — через 145 лет после дуэли